# Katedra Najświętszej Maryi Panny Łaskawej w São Tomé
Katedra Najświętszej Maryi Panny Łaskawej (port. Sé Catedral de Nossa Senhora da Graça) – rzymskokatolicka katedra z XVI wieku w São Tomé, w stolicy Wysp Świętego Tomasza i Książęcej, należy do Diecezji Wysp Świętego Tomasza i Książęcej.

## Historia
Pierwszy stary kościół powstał pod koniec XV wieku – w 1493 roku; był drugim po forcie najstarszym budynkiem na wyspie. Budynek pochodzi z XVI wieku. Na rozkaz króla Portugalii Sebastiana I Aviza kościół przebudowano w latach 1576–1578. W 1784 roku świątynia była w złym stanie technicznym. Prace budowlane prowadzono także w XIX wieku – w 1814 roku z inicjatywy lokalnej społeczności oraz w 1956 roku.
Patronką świątyni jest Matka Boża Łaskawa, której wspomnienie przypada na 25 marca.
Kościół figuruje w portugalskim rejestrze zabytków, który gromadzi dzieła powstałe pod wpływami portugalskimi.

## Architektura
Świątynia jest położona przy Avenida Água Grande i Avenida da Independência, przy placu Largo de Água Grande w bezpośrednim sąsiedztwie oceanu. Do elewacji frontowej przylegają dwie identyczne wieże. Wewnątrz na ścianach znajdują się panele z płytek ceramicznych, zbliżonych do portugalskich azulejo.

## Galeria

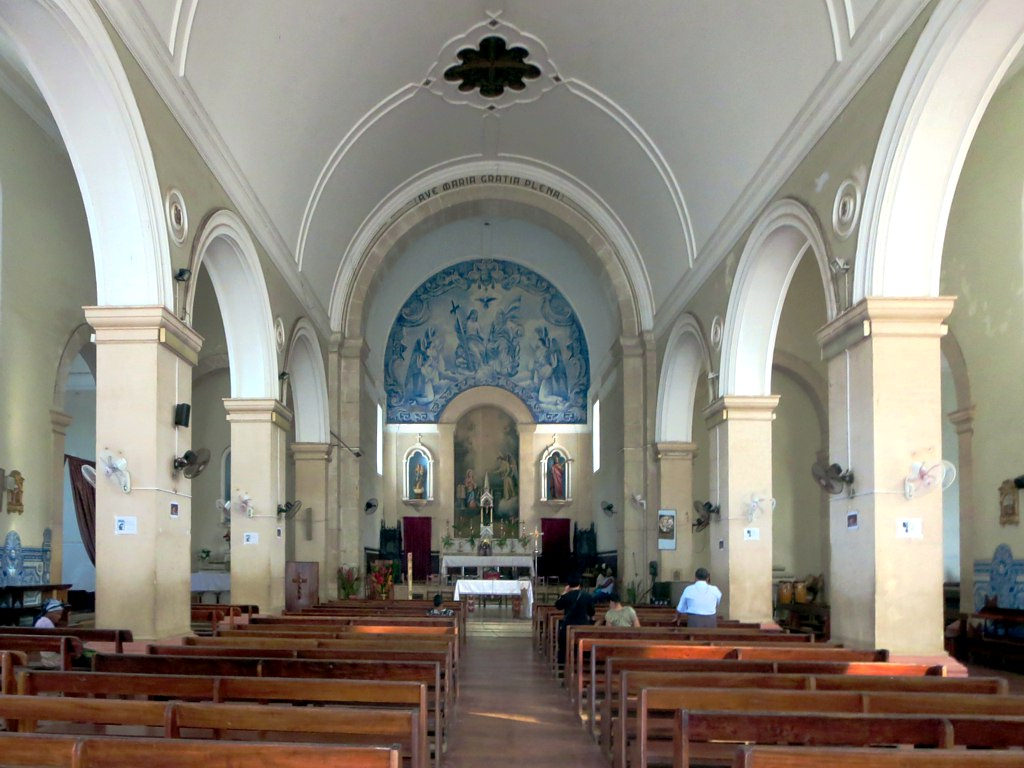
Wnętrze, widok w kierunku ołtarza głównego (2015)
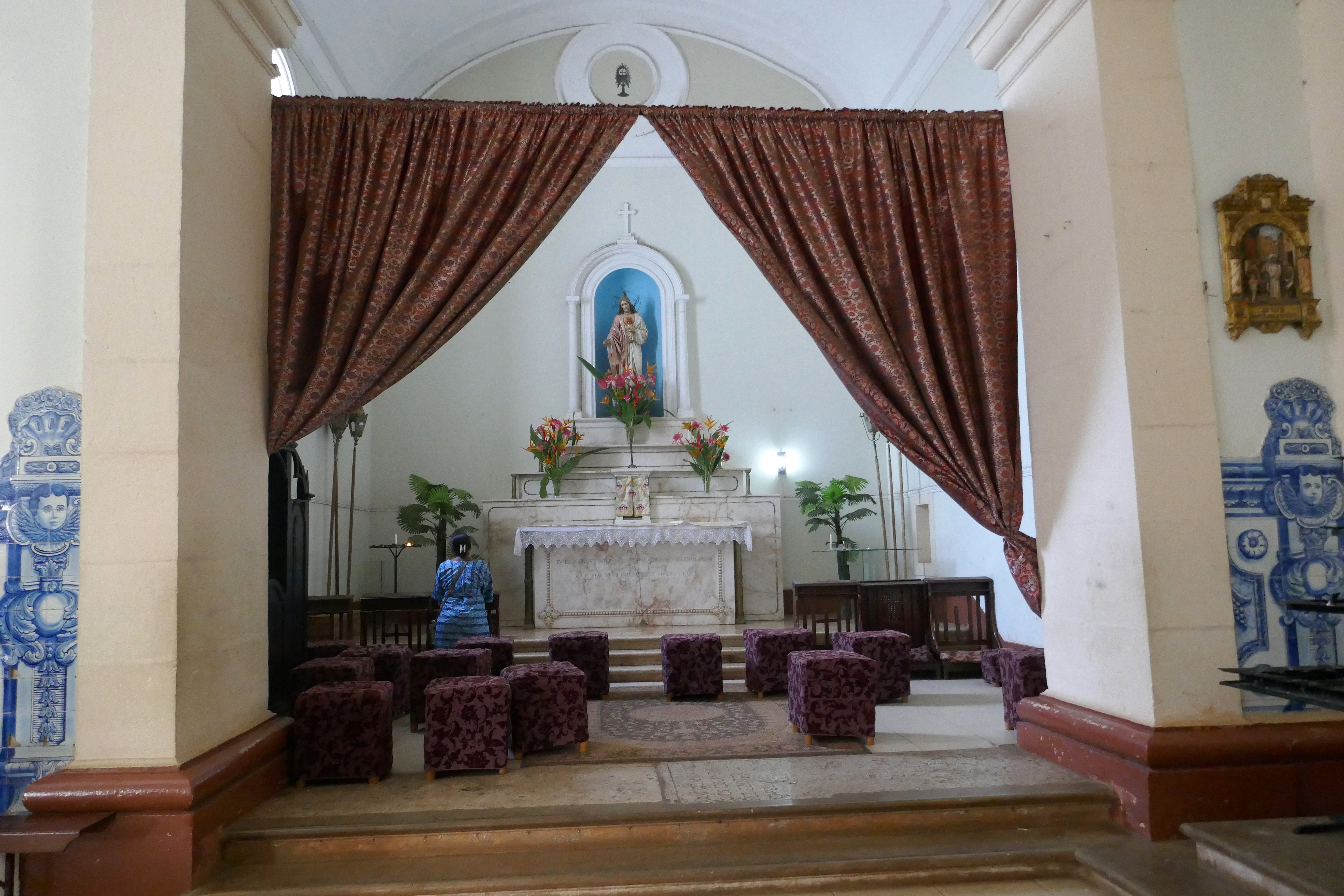
Ołtarz boczny (2019)
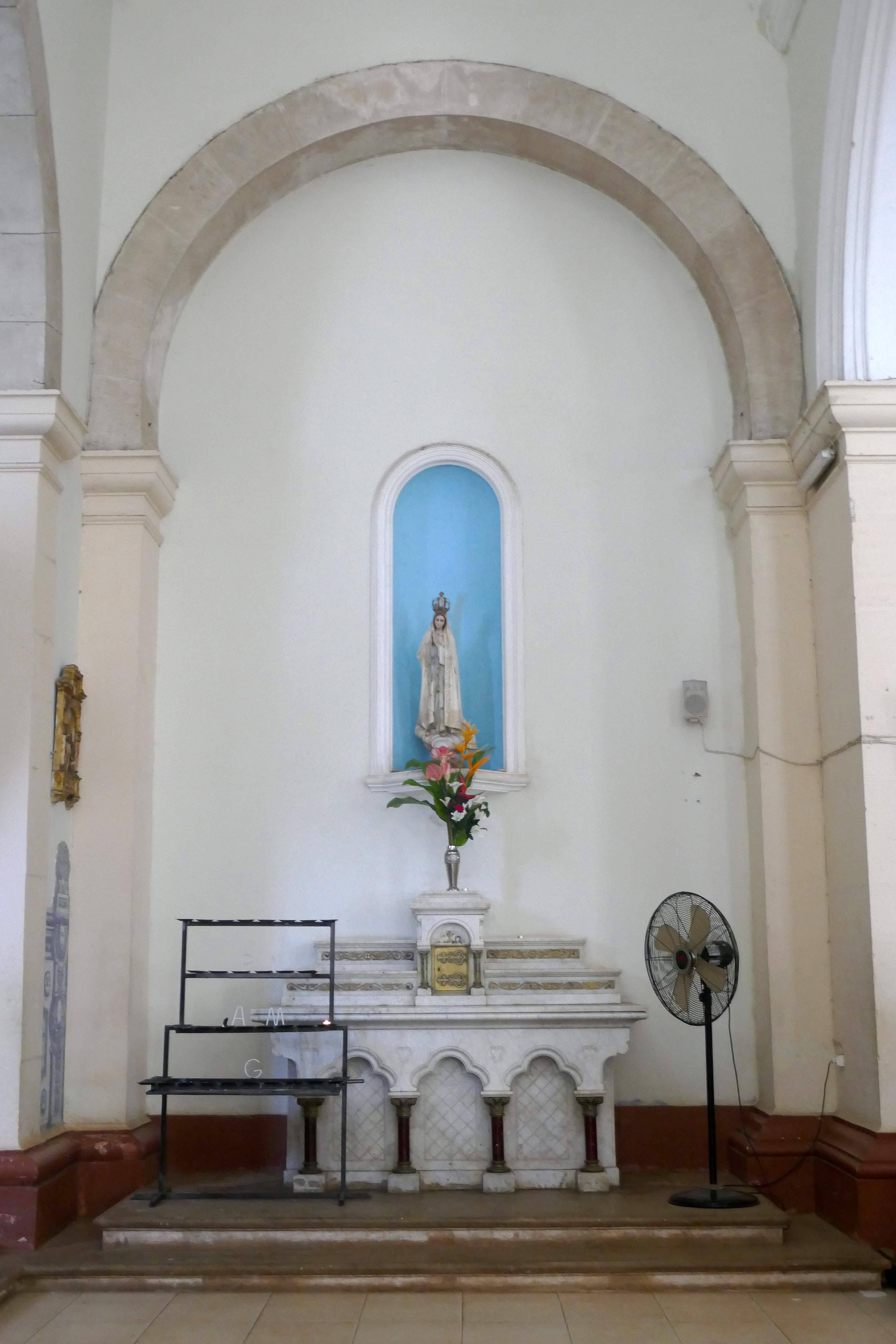
Ołtarz boczny (2019)
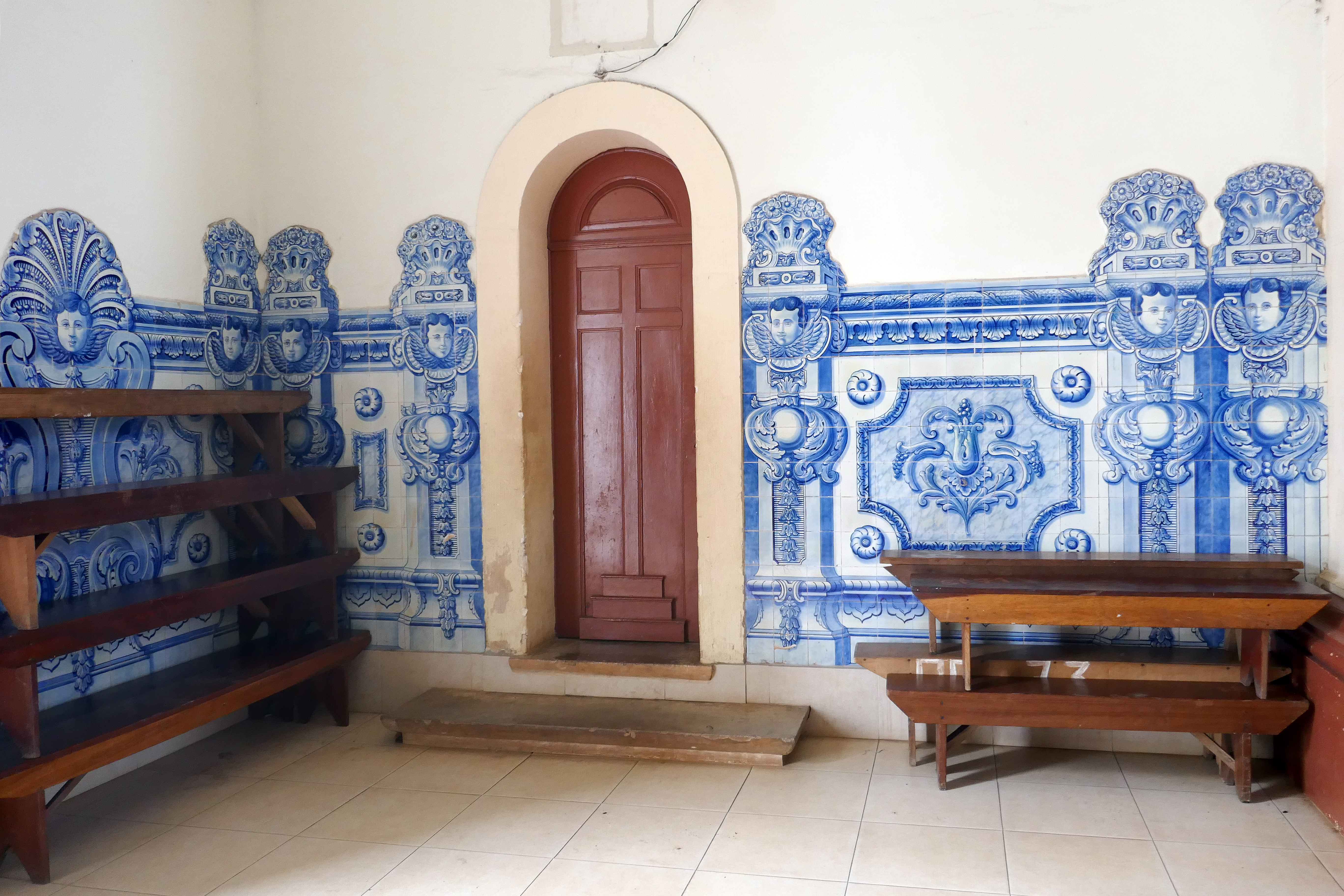
Okładziny ceramiczne i ławki (2019)
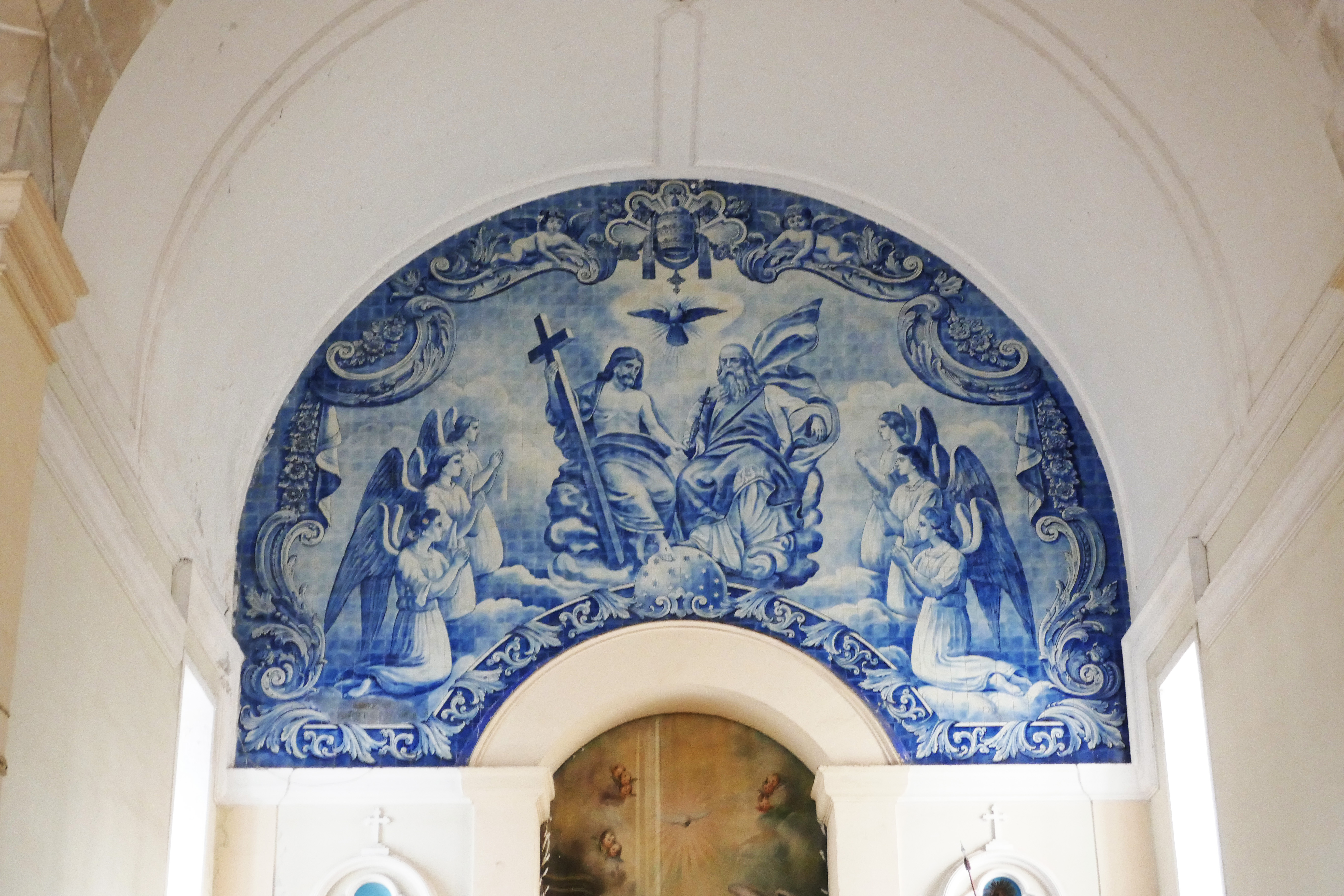
Trójca święta, płytki ceramiczne (2019)